# 4. šahovska olimpijada
4. šahovska olimpijada je potekala med 11. in 26. julijem 1931 v praškem U Novaku café (Češkoslovaška).
ZDA so osvojile prvo mesto, Poljska drugo in Češkoslovaška tretje.
Sodelovalo je 93 šahistov v 19 reprezentancah; odigrali so vseh 684 načrtovanih partij.

## Udeleženci
- Anglija (George Alan Thomas, Mir Sultan Khan,...)
- Avstrija (Albert Becker,...)
- Češkoslovaška (Josef Rejfíř, Karel Skalička, Salomon Flohr,...)
- Danska
- Francija (Alexander Alekhine,,...)
- Italija
- Jugoslavija (Vasja Pirc,...)
- Latvija (Hermanis Matisons, Fricis Apšenieks, Vladimirs Petrovs, Movsas Feigins, Wolfgang Hasenfuss)
- Litva (Vladas Mikėnas,...)
- Madžarska (Lajos Steiner, Árpád Vajda,...)
- Nemčija (Efim Bogoljubow, Kurt Richter,...)
- Nizozemska (Daniël Noteboom,...)
- Norveška (C. O. Hovind,...)
- Poljska (Ksawery Tartakower, Akiba Rubinstein,...)
- Romunija (Ştefan Erdélyi, Ion Gudju, ...)
- Španija
- Švedska (Gösta Stoltz,...)
- Švica (Walter Michel,...)
- ZDA (Isaac Kashdan, Herman Steiner, Israel Albert Horowitz,...)

## Zanimivosti
- Ta olimpijada je do zdaj edina, kjer so vsi igralci na turnirju izgubili vsaj enkrat.